# Guichenotia basivirida
Guichenotia basivirida är en malvaväxtart som beskrevs av C.F.Wilkins. Guichenotia basivirida ingår i släktet Guichenotia och familjen malvaväxter. Inga underarter finns listade i Catalogue of Life.